# Slezsko-krakovská vysočina
Slezsko-krakovská vysočina (polsky Wyżyna Śląsko-Krakowska) je vysočina nacházející se v západní části geomorfologické provincie Wyżyny Polskie (Polské vysočiny), která je součástí rozsáhlého geomorfologického Hercynského systému. Wyżyna Śląsko-Krakowska se rozkládá v Polsku v Opolském vojvodství, Slezském vojvodství, Malopolském vojvodství a Lodžském vojvodství. Na západě hraničí se Slezskou nížinou (Nizina Śląska), na východě s vysočinou Wyżyna Małopolska, na jihu s údolím horní řeky Visla (Wisla) a na severu s nížinou Nizina Południowowielkopolska a částečně se Wzniesienia Południowomazowieckie. Vrchovina se postupně snižuje severním směrem a rozkládá se na ploše cca 10,3 tisíc km².

## Členění
Wyżyna Śląsko-Krakowska se obvykle dělí na 3 makroregiony:
- Wyżyna Śląską (Slezská vysočina),
- Wyżyna Woźnicko-Wieluńska,
- Wyżyna Krakowsko-Częstochowską (Krakovsko-čenstochovská jura).

## Vodstvo
Patří mezi hlavní prameniště Polska. Vodstvo patří do povodí řeky Visly a povodí řeky Odry a úmoří Baltského moře.

## Ochrana přírody a geologie
Je zde zřízen Ojcowský národní park a řada krajinných parků a přírodních rezervací. Vyskytují se zde četné vápencové a krasové útvary uhelné sloje, spraše aj.

## Další informace
Nejvyšším geografickým bodem je Góra Janowskiego (nazývaná také Góra Zamkowa) s nadmořskou výškou 516 m.

## Galerie

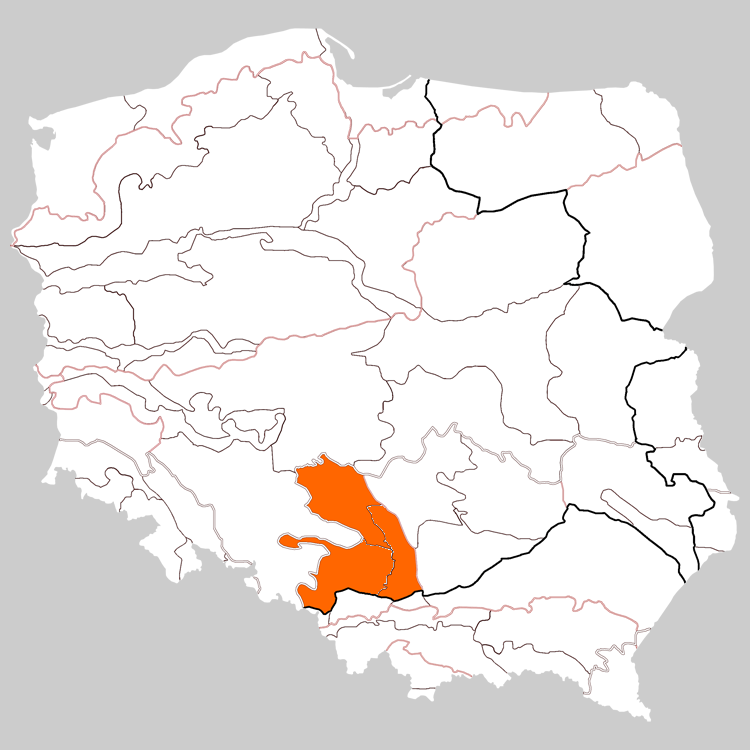
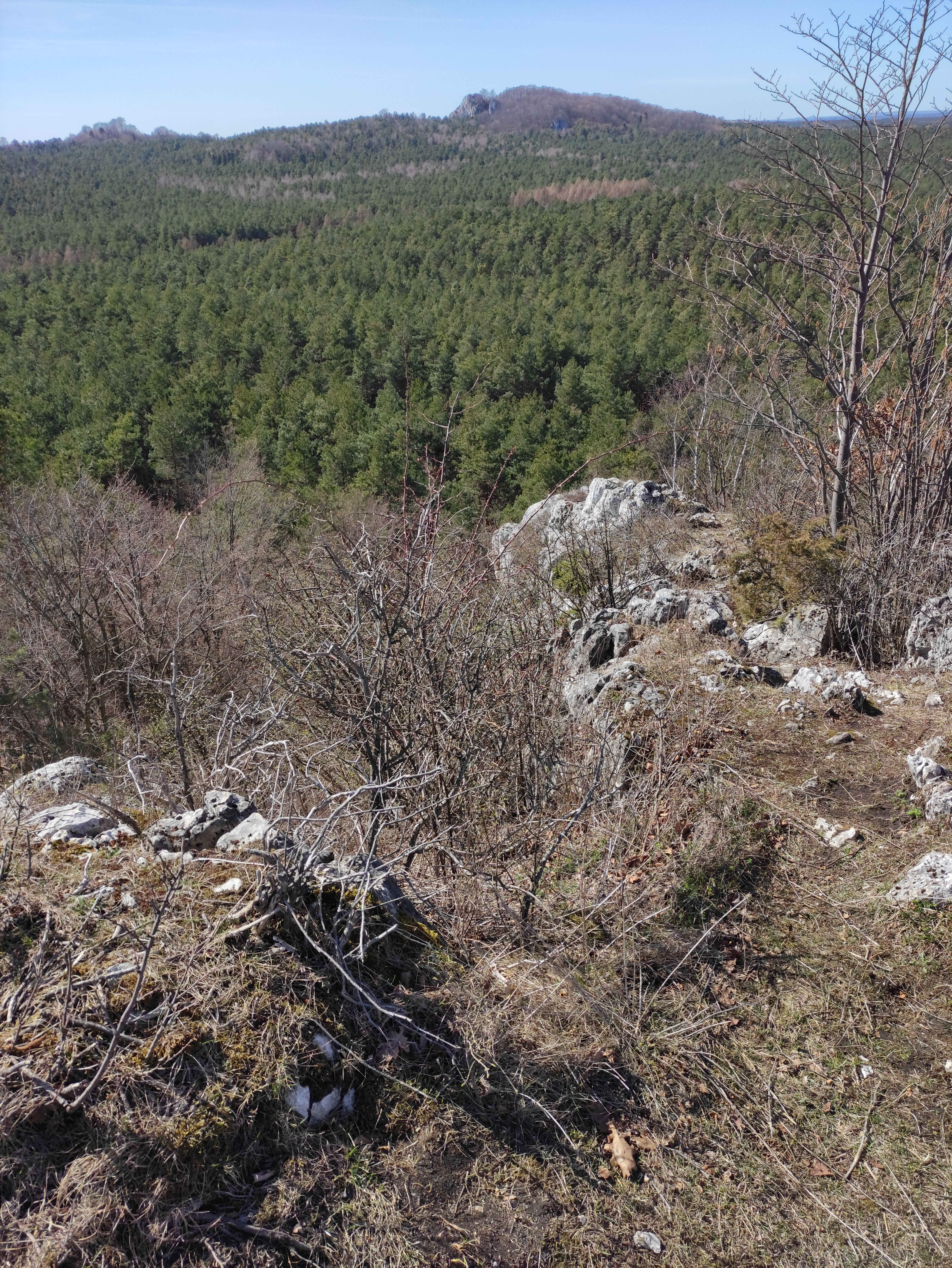
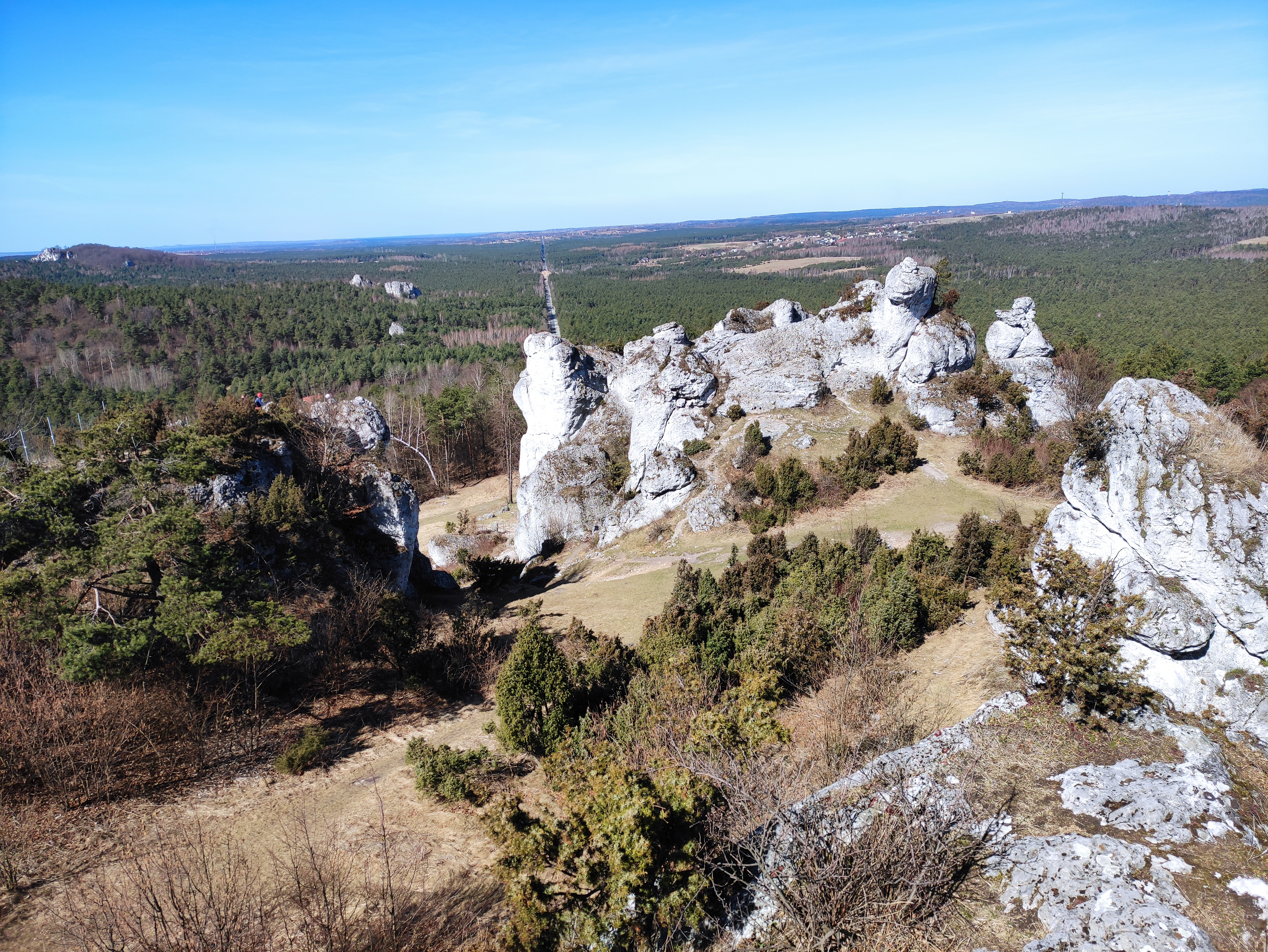
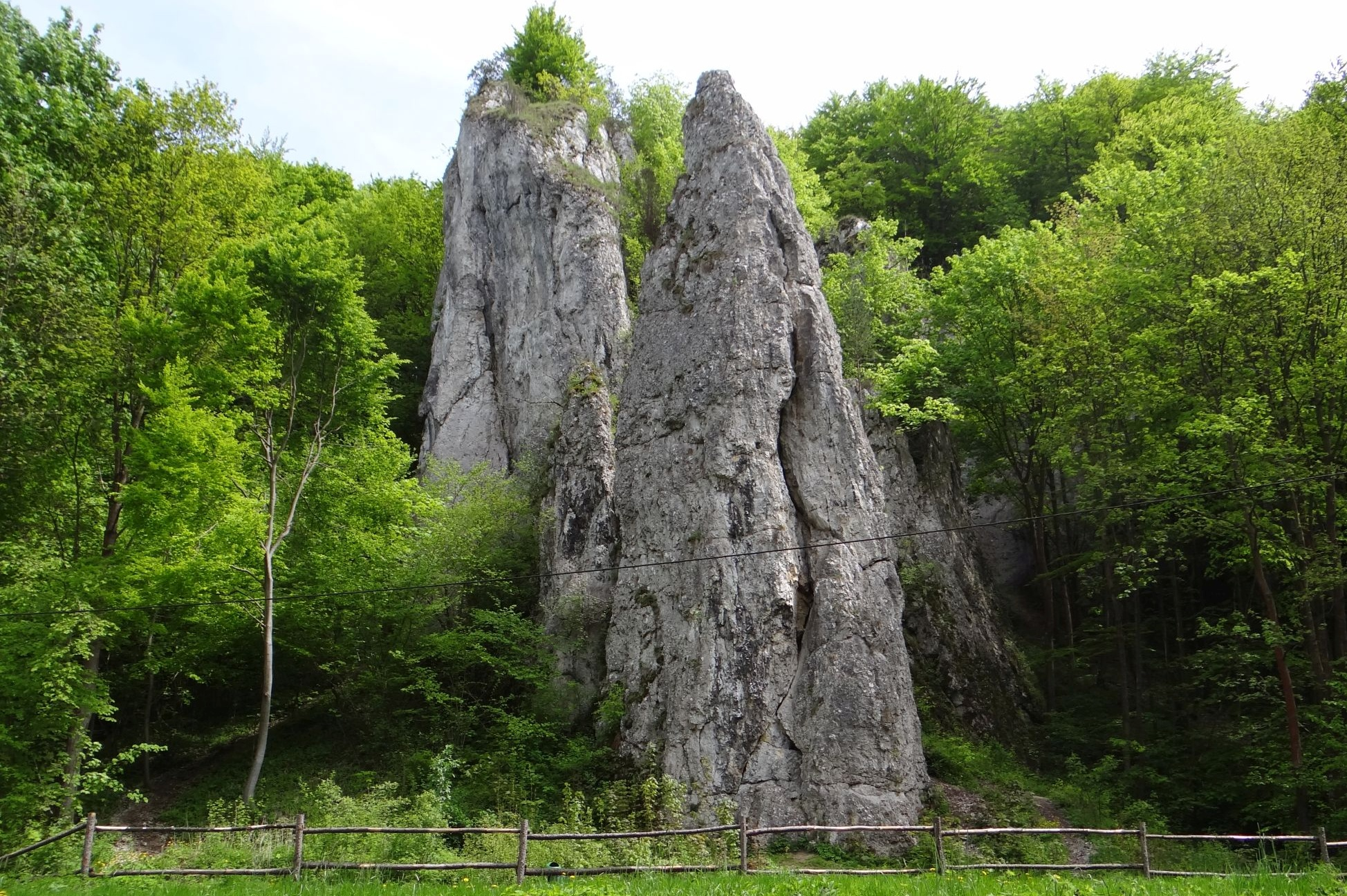